# 長堀川

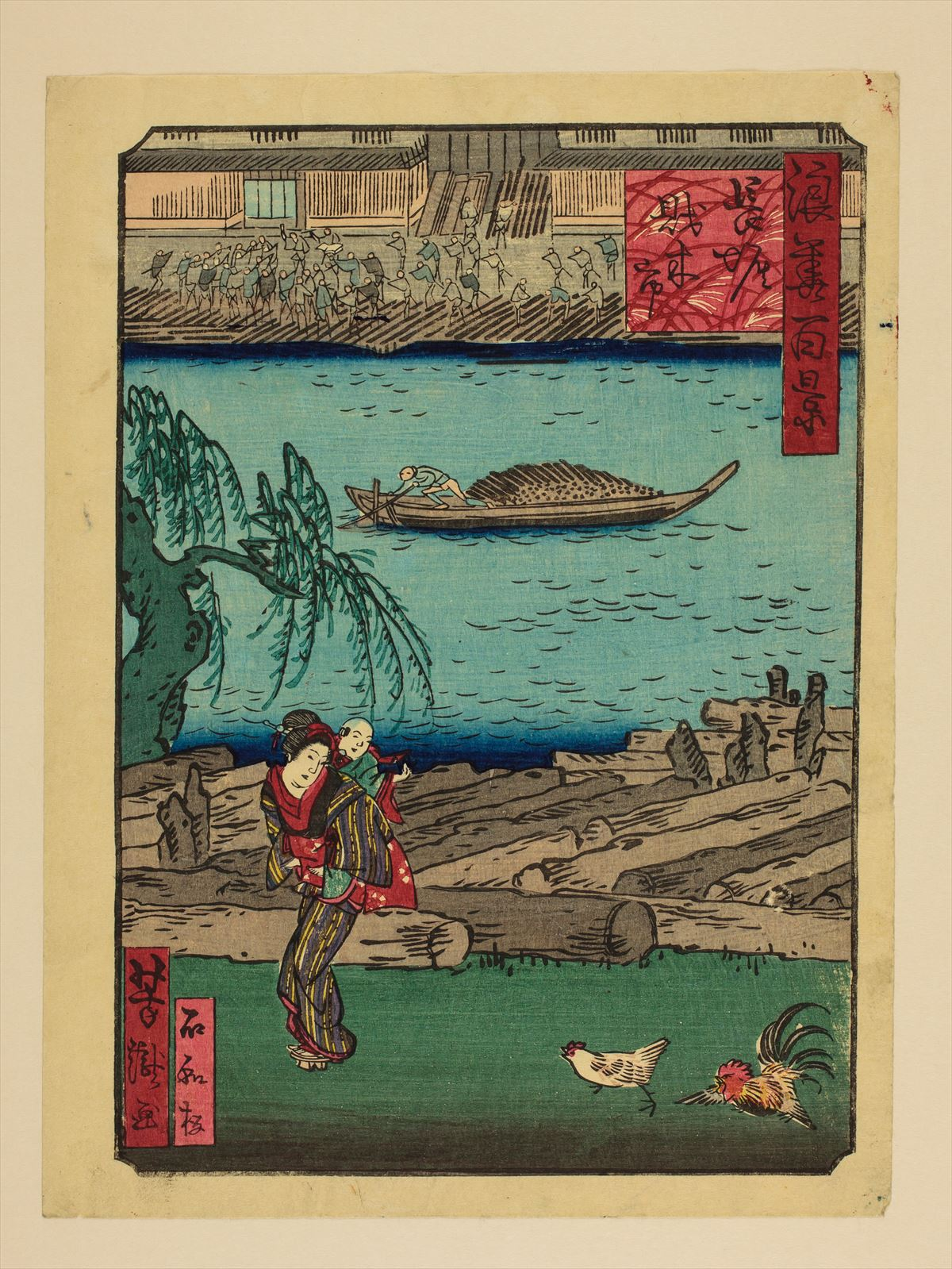
長堀財木市 (浪花百景)

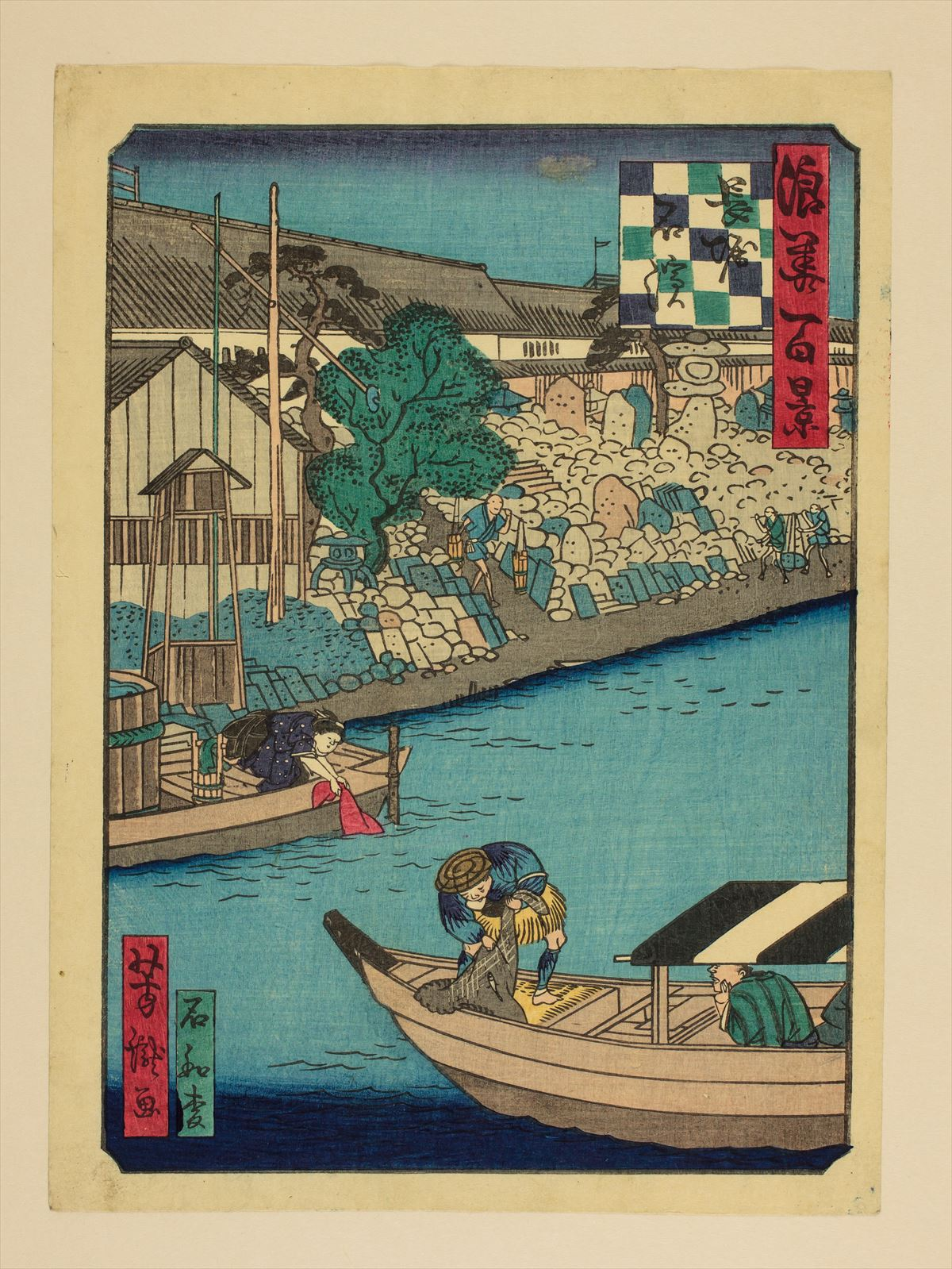
長堀石浜 (浪花百景)

長堀川（ながほりがわ）は、かつて大阪府大阪市にあった運河。埋め立て後は長堀通の一部区間となっている。
長堀川に架かっていた橋の名称は、現在も交差点、駅、バス停などの名称に使われており、著名なもののひとつに心斎橋がある。

## 地理
東横堀川の末吉橋下流より分流し、西に向かって流れて木津川の伯楽橋下流に注いでいた。長さは約2.5km、幅は約30～40m。
途中で西横堀川と交差していたことから、この交点より下流を特に西長堀川と呼び分けることもあり、埋め立て後も西長堀という地域名として使われている。また、西横堀川交点には「口」の字型に4つの橋が架けられており、これが四ツ橋と呼ばれる所以である。長堀川は同点より上流では船場（右岸）と島之内（左岸）の境界を、下流（西長堀川）では下船場（右岸）と堀江（左岸）の境界を成していた。

## 歴史
『浪華長堀心斎橋記』によると、開削された時期は1622年（元和8年）、開削者は伏見から移住した有力町人の三栖清兵衛、池田屋次郎兵衛、伊丹屋平右衛門、岡田新三らが中心になったとされる。また、道頓堀川と同様に全くの新規開削ではなく、開削以前にあった小河川を拡幅したものと推測されている。さらに、西長堀川の区間は1622年以前に完成していたという説が有力である。
開削者のひとりである岡田新三は、美濃屋心斎と称して長堀川沿いに居を構え、心斎の屋敷前に架けられた橋が心斎橋の由来とされている（他説あり）。また、開削者たちの名前は長堀川沿いの町名となり、上流から長堀次郎兵衛町・長堀心斎町・長堀平右衛門町・清兵衛町の町名が1872年（明治5年）の改称まで存在した。
最上流部付近では、船場側となる長堀橋本町に平野七名家の筆頭であった末吉孫左衛門の別邸があり、島之内側となる長堀茂左衛門町には大坂銅吹屋の筆頭であった泉屋（のちの住友）が本店を構えていた。西長堀川の区間には土佐や阿波などの材木問屋が多く立ち並び、鰹座橋付近には土佐藩の蔵屋敷があった。
- 1622年（元和8年）：開削。
  - 開削年については1625年（寛永2年）とする説もある。
- 1960年（昭和35年）：西横堀川交点より上流の埋め立てが開始される。
- 1964年（昭和39年）：埋め立て完了。長堀駐車場（地上および地下2階）が設置される。
- 1967年（昭和42年）：西横堀川交点より下流（西長堀川）の埋め立てが開始される。
- 1971年（昭和46年）：埋め立て完了。
- 1973年（昭和48年）：長堀グリーンプラザ（緑地帯）が設置される。

## 架かっていた橋
上流から
- 安綿橋 - 交差点名は「末吉橋西詰」
- （長堀川可動堰）
- 板屋橋 - 交差点名は「長堀橋東」
- 長堀橋 - 堺筋
- 藤中橋
- 中橋
- 三休橋 - 三休橋筋
- 心斎橋 - 心斎橋筋
- 新橋 - 御堂筋
- 佐野屋橋
- 炭屋橋

（以降、通称西長堀川）
- 吉野屋橋
- 西長堀橋 - 四つ橋筋。交差点名は「四ツ橋」
- 宇和島橋
- 西大橋 - なにわ筋
- 富田屋橋
- 問屋橋
- 白髪橋 - あみだ池筋
- 新鰹座橋 - 新なにわ筋。交差点名は「鰹座橋」
- 鰹座橋
- 玉造橋
- 洲崎橋